# 第6回ニュージーランドトロフィー4歳ステークス
第6回ニュージーランドトロフィー4歳ステークス（だい6かいニュージーランドトロフィー4さいステークス）は、1988年6月5日に東京競馬場で開催された競馬競走である。オグリキャップが優勝した。年齢は全て旧表記にて表記。

## レース施行時の状況
1988年1月に笠松競馬場から中央競馬へ移籍したオグリキャップはペガサスステークス、毎日杯、京都4歳特別と重賞3連勝を達成したがクラシック登録をしていなかったためにクラシック競走に出走することができず、「幻のダービー馬」と呼ばれていた（詳細についてはオグリキャップを参照）。陣営は東京優駿のかわりに第6回ニュージーランドトロフィー4歳ステークスへの出走を決め、関東地方の競馬ファンの前に初めて姿を現した。

## 主な出走馬
天候：晴、芝：良馬場
※施行条件についてはニュージーランドトロフィーも参照。
出走頭数：13頭
| 人気 | 枠番 | 馬番 | 競走馬名         | 性齢 | 騎手     | 調教師     |
| ---- | ---- | ---- | ---------------- | ---- | -------- | ---------- |
| 1    | 7    | 11   | オグリキャップ   | 牡4  | 河内洋   | 瀬戸口勉   |
| 2    | 3    | 4    | トマム           | 牡4  | 柴田政人 | 畠山重則   |
| 3    | 6    | 9    | リンドホシ       | 牡4  | 的場均   | 佐藤林次郎 |
| 4    | 1    | 1    | ダイワダグラス   | 牡4  | 中野栄治 | 荒木静雄   |
| 5    | 6    | 10   | ミスターブラウン | 牡4  | 増沢末夫 | 森安弘昭   |

## レース結果

### レース展開
オグリキャップが直線の途中で先頭に立つと、騎乗していた河内洋が強く前進を促すことがないまま、2着に7馬身の差をつけ、レースレコードを記録してゴールした。

### 結果
| 着順 | 枠番 | 馬番 | 競走馬名         | タイム   | 着差      |
| ---- | ---- | ---- | ---------------- | -------- | --------- |
| 1    | 7    | 11   | オグリキャップ   | RR1:34.0 | -         |
| 2    | 6    | 9    | リンドホシ       | 1:35.2   | 7馬身     |
| 3    | 3    | 4    | トマム           | 1:35.3   | 3/4馬身   |
| 4    | 6    | 10   | ミスターブラウン | 1:35.6   | 3/4馬身   |
| 5    | 8    | 12   | ヤエノダイヤ     | 1:36.1   | 2馬身     |
| 6    | 4    | ６   | ミヨノスピード   | 1:36.3   | 3馬身     |
| 7    | 5    | 7    | マキバサイクロン | 1:36.9   | 1.1/2馬身 |
| 8    | 4    | 5    | バレロッソ       | 1:37.0   | 3.1/2馬身 |
| 9    | 2    | 2    | カイウンシンネン | 1:37.2   | 1/2馬身   |
| 10   | 1    | 1    | ダイワダグラス   | 1:37.2   | 1.1/2馬身 |
| 11   | 3    | 3    | シロキタギャラン | 1:37.4   | アタマ    |
| 12   | 8    | 13   | アイビートウコウ | 1:37.9   | 3馬身     |
| 13   | 5    | 8    | ハヤブサモン     | 1:39.8   | 大差      |

- ラップ

11.9-10.5-11.6-12-12.1-12.2-12.1-11.6
11.9-22.4-34.0-46.0-58.1-70.3-82.4-94.0

### 払戻金
| 単勝式 | 11  | 120円 |
| 複勝式 | 11  | 100円 |
| 複勝式 | 9   | 190円 |
| 複勝式 | 4   | 170円 |
| 枠連   | 6-7 | 380円 |

## エピソード
- このレースでのオグリキャップの走破タイムは、同じ東京競馬場芝1600mで行われた古馬GIの安田記念よりも速かった。同レース優勝馬のニッポーテイオーを管理していた調教師の久保田金造は、「うちの馬との対決? 秋の天皇賞を勝つのは、オグリキャップじゃあないのかな」と述べた。
- このレースでのオグリキャップの走りに、『スーパー競馬』（フジテレビ）解説を務めていた大川慶次郎が「桁違い（の強さ）ですね」とコメントしている。